# 陸軍人事局 (フランス陸軍)
陸軍人事局（りくぐんじんじきょく、Le Direction du personnel militaire de l'armée de terre：DPMAT）は、フランス陸軍の機関のひとつ。

## 沿革
- 1948年：陸軍人事局が創設される
- 2005年：制度改革が行われる

## 任務
陸軍参謀総長直轄機関として、陸軍隊員の採用や教育・指導を担任し、約177,000人いる現役兵及び予備役兵の管理を担う。これには約400ある特別職域（特技：たとえば幹部・下士官教育や兵器操法や運転技術など）部門の管理と教育・指導が含まれる。また、退役兵に対する就職斡旋や職業訓練も担任し志願制軍隊において必要とされる人事に係る機能を有する。